# Microkayla saltator
Microkayla saltator is een kikker uit de familie Craugastoridae. De soort komt voor in Bolivia. Microkayla saltator  wordt bedreigd door het verlies van habitat.